# Roždace
Roždace (Servisch cyrillisch Рождасе) is een plaats in de Servische gemeente Vranje. De plaats telt 47 inwoners (2002).